# Scaphytopius fulvostriatus
Scaphytopius fulvostriatus är en insektsart som beskrevs av Rauno E. Linnavuori 1959. Scaphytopius fulvostriatus ingår i släktet Scaphytopius och familjen dvärgstritar. Inga underarter finns listade i Catalogue of Life.